# روسوماچ
روسوماچ (به صربی: Rosomač) یک منطقهٔ مسکونی در صربستان است که در ناحیه پیروت واقع شده‌است. روسوماچ ۶۰ نفر جمعیت دارد.